# Fort Pimiteoui
 (novembre 2023).
Si vous disposez d'ouvrages ou d'articles de référence ou si vous connaissez des sites web de qualité traitant du thème abordé ici, merci de compléter l'article en donnant les références utiles à sa vérifiabilité et en les liant à la section « Notes et références ».

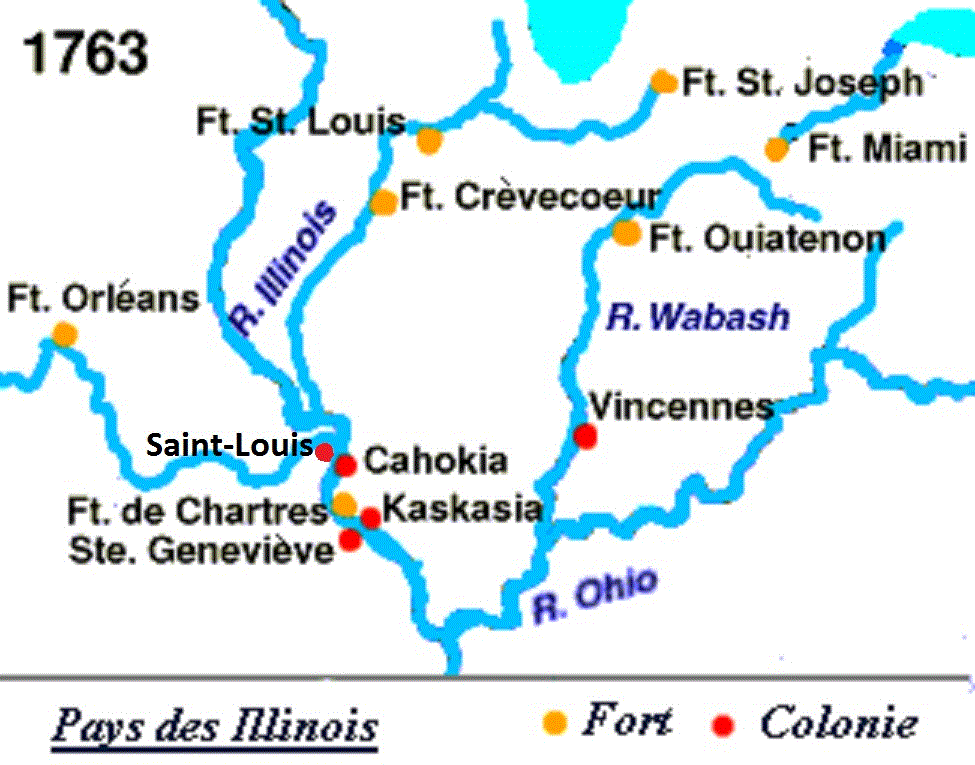
Localisation du Fort Saint-Louis-des-Illinois ou Fort Pimiteoui, sur la rivière Illinois.

Fort Pimiteoui fut un fort français construit au XVIIe siècle en Nouvelle-France. Il porta le nom de Fort Illinois ou Fort Peoria au XVIIe siècle avant de prendre celui de Pimiteoui au XVIIIe siècle.
En 1673, les explorateurs français Louis Joliet et Jacques Marquette explorèrent le Pays des Illinois et entrèrent en contact avec les Amérindiens de la tribu Peoria.
En 1680, deux explorateurs français, René Robert Cavelier de La Salle et Henri de Tonti, explorèrent cette région située au sud des Grands Lacs et construisirent un premier fort sur la rive est de la rivière Illinois, et l'appelèrent fort Crèvecœur. 
En 1682, un autre fort fut construit par Henri de Tonti et René Robert Cavelier de La Salle, qui porta le nom de Fort Saint-Louis du Rocher jusqu'en 1721. Il était également dénommé Fort Saint Louis I ou Fort Saint-Louis-des-Illinois.
En 1691, Henri de Tonti et son cousin, François Dauphin de la Forest, ont construit un deuxième fort Saint-Louis près du passage à la tête du lac inférieur de Peoria. Communément appelé Fort Pimitéoui et parfois dans l'histoire régionale comme le vieux Fort Illinois ou Fort Peoria, le Fort Saint-Louis no 2 était situé sur la rive droite de la rivière ou du lac. Il a été érigé au cours de l'hiver 1691-92 par Henry de Tonty et François Dauphin de La Forest, qui a acquis la concession ou la Charte qui fut jadis détenue par La Salle, qui fut assassiné au Texas en 1687. Les Français et les Amérindiens quittent Starved Rock, site du premier Fort St. Louis. Pierre de Liette, qui était ici avec son cousin Tonti, a écrit que les Amérindiens ont été  établis « à la fin du lac sur la rive-nord. » Le Père jésuite Jacques Gravier a établi ici la Mission de l'Immaculée Conception, pas plus tard qu'avril 1693. Tonty et La Forest seront privés de leur concession en 1702.
Il sera dénommé ensuite Fort Pimiteoui, car le fort fut élevé à proximité du lac Pimiteoui qui signifie en langage amérindien "Grand Lac". Le fort français Pimiteoui fut édifié à côté de la ville de Peoria, peuplée d'Amérindiens Péoria fut établie à cet endroit. Les Français établirent la première colonie européenne en Illinois.
Les Jésuites établissent alors une mission autour du fort dans le village de Peoria. Les colons français s'y installent et construisent un moulin, une chapelle, une forge et mettent en place un poste de traite pour le commerce de la fourrure.
En 1760, un Canadien-français, Jean-Baptiste Maillet devient le représentant du village.
En 1773, il vend son domaine à Jean Baptiste Pointe du Sable, un des rares notables noirs de cette époque coloniale, qui fut parmi les fondateurs de la ville de Chicago.
En 1778, le lieutenant américain William Clark nomme Jean-Baptiste Maillet commandant du village et du fort Pimiteoui. Maillet renforce les défenses du village de Peoria qui sera surnommé par les Américains "La Ville de Maillet".
Lors de la guerre de 1812, les forces américaines brulèrent le village de Peoria et le fort Pimiteoui, en raison du soutien des colons français et des métis aux combattants amérindiens.
En 1813, l'armée américaine construisit un nouveau fort dénommé Fort Clark. Le lieu aujourd'hui est situé dans le "parc d'État de Starved Rock".

## Sources
1. ↑  "Encyclopedia of Historic Forts" par Robert B. Roberts p. 268 16 novembre, 1987
2. 1 2  "Encyclopedia of Historic Forts" par Robert B. Roberts p. 269 16 novembre, 1987
3. ↑  http://www.peoria.com/community/history.php